# Chris Wallace
Christopher W. Wallace (12 d'octubre de 1947) és un presentador de televisió i periodista estatunidenc que presenta el programa dominical de Fox News Fox News Sunday. Va ser corresponsal a la Casa Blanca d'NBC i presentador d'NBC Nightly News i de Meet the Press (1975-1988). També va treballar a ABC com a presentador de Primetime Thursday i Nightline (1989-2003), abans d'unir-se a Fox. Wallace és l'única persona que hagi fet de presentador i moderador de més d'un programa dominical matinal de debat polític d'una cadena important, cosa que va fer quan era a NBC.
És fill de Mike Wallace, cèlebre periodista del 60 Minutes de la CBS.